# Атака в порту Бердянська
Атака в порту Бердянська — удар, який завдали українські війська по кораблях ВМС Росії, пришвартованим у порту Бердянськ, 24 березня 2022 року під час російського вторгнення в Україну. Великий десантний корабель «Саратов» був знищений і два великі десантні кораблі проєкту 775 отримали пошкодження, але змогли залишити порт. «Саратов» був найбільшим військовим кораблем, затопленим у бою з 1982 року. Це одна з найтяжчих морських втрат, яку зазнала Росія з початку вторгнення, і один із найзначніших успіхів України.

## Взяття та окупація Бердянська

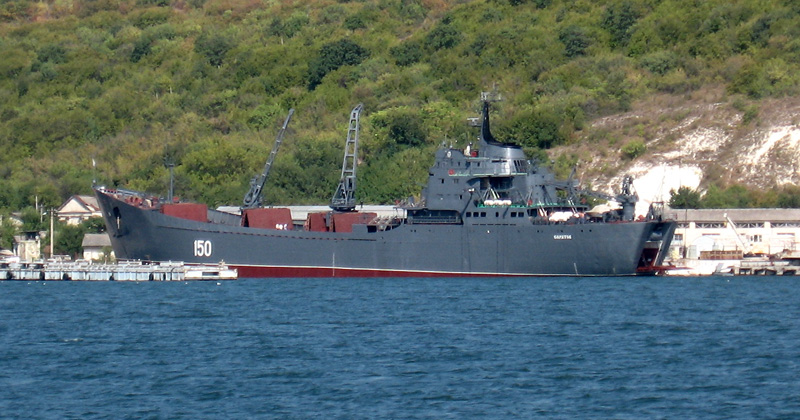
Саратов в Севастополі, 2007

26 лютого російські війська захопили порт Бердянськ та аеропорт Бердянськ. Наступного дня російські військові повністю взяли під контроль місто.
Починаючи з 14 березня порт використовувався росіянами як логістичний центр для підтримки їхнього наступу на півдні України й, зокрема, облоги Маріуполя. 21 березня російське ЗМІ «Звезда» повідомило про прибуття до Бердянська десантних транспортів. Офіцер ВМС Росії назвав це «знаковою подією, яка відкриє логістичні можливості Чорноморському флоту».

## Атака
Напад стався о 7:45 24 березня. Вогонь на борту Alligator-class Десантний корабель «Саратов» спричинив великий вибух, оскільки судно, очевидно, було навантажене боєприпасами. Внаслідок вибуху пошкоджено два сусідніх Ropucha-class десантні кораблі «Цезарь Куніков» і «Новочеркаськ». Обидва ці кораблі втекли з порту під час гасіння власних пожеж, а згодом повернулися до Криму. Інші пошкодження включали великі резервуари з нафтою на пристані та сусіднє торгове судно, яке було пришвартовано там ще до вторгнення, обидва з яких все ще горіли наступного дня.
Атака була здійснена за допомогою тактичної балістичної ракети ОТР-21 «Точка». Деякі джерела стверджували, що був застосований безпілотник Bayraktar TB2.

## Наслідки
Пізніше супутникові знімки підтвердили, що «Саратов» затонув у гавані, а його надбудова видно над поверхнею. Українські джерела стверджували, що на «Цезарі Кунікові» загинули 8 членів екіпажу та 3 на «Новочеркаську», але про втрати на «Саратові» не повідомлялося.
Британська розвідка оцінила, що затоплення «Саратова» зашкодить впевненості російського флоту в дії поблизу українського узбережжя. За даними міністерства оборони США, станом на 31 березня жодних спроб поповнити запаси десантних кораблів не спостерігалося.
На початку липня було поширене фото піднятих на поверхню решток корабля, було видно, що він був знищений ущент.